# Klippen

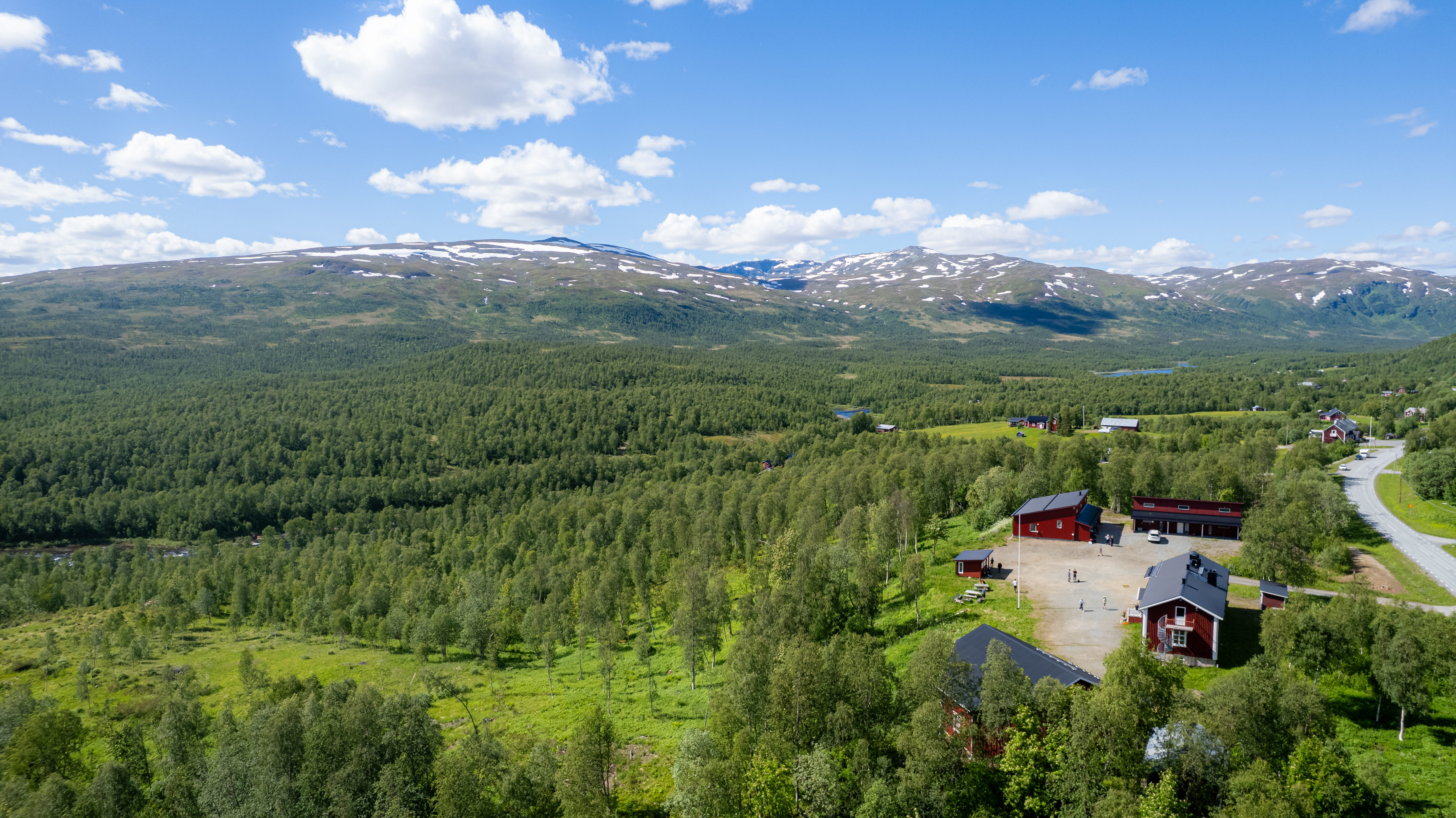
Klippengården, en lägergård tillhörig EFS, sommartid

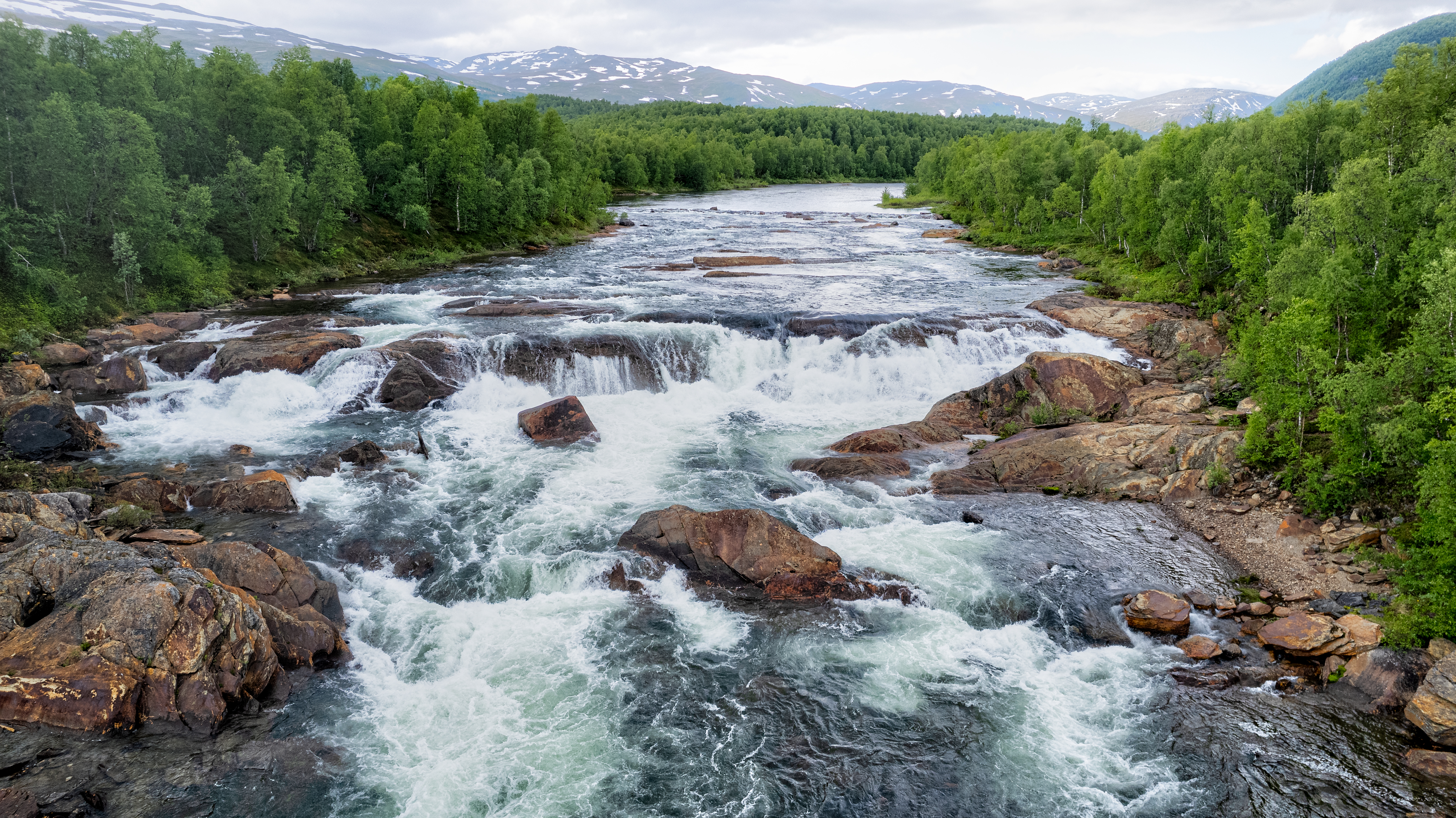
Märkesforsen, där Ume älv flyter förbi Klippen

Klippen är en ort belägen vid Blå Vägen cirka 6 km norr om Hemavan i Storumans kommun. Strax norr om byn ligger den underjordiska maskinstationen till Klippens kraftstation som utnyttjar fallhöjden från regleringsmagasinet Överuman ner till Ume älv strax söder om byn. I byn finns restaurang- och vandrarhemsanläggningen Sånninggården. Från Klippen kan man ansluta till Kungsleden. 
Klippen ligger mitt i Vindelfjällens naturreservat, mellan Artfjället och Norra Storfjället. Klippen tillhör Tärna socken som var en av de sist bebyggda områdena i Sverige. 